# Carretera Federal 53
La Carretera Federal 53 es una carretera Mexicana que recorre los estados de Coahuila y Nuevo León, inicia en la localidad de Gloria, en el municipio de Castaños Coahuila, hasta el entronque "Topo Chico", en el municipio de Escobedo Nuevo León. Es la vía más corta que comunica a las ciudades de Monclova y Monterrey. Tiene una longitud total de 153 km.
Las carreteras federales de México se designan con números impares para rutas norte-sur y con números pares para las rutas este-oeste. Las designaciones numéricas ascienden hacia el sur de México para las rutas norte-sur y ascienden hacia el Este para las rutas este-oeste. Por lo tanto, la carretera federal 53, debido a su trayectoria de norte-sur, tiene la designación de número impar, y por estar ubicada en el Centro de México le corresponde la designación N° 53.

## Trayecto

### Coahuila
Longitud = 40 km
- Castaños – Carretera Federal 57
- San Bartolo

### Nuevo León
Longitud = 113 km
- Mina
- Hidalgo
- Abasolo
- Carmen
- Ciudad General Escobedo
- Monterrey